# Bonnie Rotten
Bonnie Rotten, pseudonimo di Alaina Hicks (Cincinnati, 9 maggio 1993), è un'ex attrice pornografica, modella e regista statunitense.

## Biografia
Bonnie Rotten inizia la sua carriera lavorando come spogliarellista e come modella in fiere automobilistiche e motociclistiche. Nel 2011 la rivista horror umoristica Girls and Corpses le dedica un servizio fotografico come premio per la sua vittoria al concorso di bellezza Miss Dead alla Days of the Dead Convention di Indianapolis. Entra nel mondo del porno all'inizio del 2012.
Bonnie Rotten ha numerosi tatuaggi (circa 30) su tutto il corpo e il suo stesso nome d'arte deriva dal nome della pin-up zombie che ha tatuata sul retro della sua gamba destra. I suoi tatuaggi includono la frase "Dead girls don't cry" all'altezza dello stomaco e due ragnatele sul seno.
Nel 2012 prima e nel 2013 poi, la Digital Sin produce due film incentrati interamente su di lei: Meet Bonnie, che riscuote grande successo nelle classifiche di vendita del settore, e The Gangbang of Bonnie Rotten. Nel 2013 partecipa, assieme alle colleghe Asphyxia Noir e London Keyes, al videoclip della canzone Kiss Land del musicista canadese The Weeknd. Lo stesso anno il settimanale statunitense LA Weekly la pone al quinto posto di una classifica intitolata "10 pornostar che potrebbero essere la prossima Jenna Jameson". Appare inoltre sulla copertina dell'album Primitive As Fuck della band punk hardcore Piece By Piece e nel video per la canzone Let's Fuck.
In molti dei suoi film Bonnie pratica anche lo squirting, per questo motivo nel 2014 la Elegant Angel la scrittura come nuova protagonista per la serie Squirtwoman. La tecnica dell'eiaculazione femminile, come da lei dichiarato in un'intervista, le è stata insegnata dalla sua collega e amica Veronica Avluv.

## Vita privata
Nel 2014 ha sposato Dennis DeSantis e dopo due anni hanno divorziato. I due insieme hanno una figlia.

## Riconoscimenti
- Inked Award 2012 – Starlet of the Year
- NightMoves Award 2012 – Miss Congeniality
- Inked Award 2013 – Performer of the Year (Female)
- Inked Award 2013 – Scene of the Year per The Gang Bang of Bonnie Rotten
- NightMoves Award 2013 – Social Media Star (Fan's Choice)
- NightMoves Award 2013 – Best Ink (Fan's Choice)
- RogReviews Fan Faves Award 2013 – Favorite Newbie
- Sex Award 2013 – Hottest New Girl
- AVN Award 2014 – Best Group Sex Scene per The Gang Bang of Bonnie Rotten con Karlo Karrera, Tony DeSergio, Mick Blue e Jordan Ash[5]
- 2014 – AVN Award for Female Performer of the Year[6]
- Fanny Award 2014 – Super Freak (Kink Performer of the Year)
- TLARaw Award 2014 – Best Female Newcomer
- XBIZ Award 2014 – Best Scene - Non-Feature Release per The Gangbang of Bonnie Rotten con Karlo Karrera, Tony DeSergio, Mick Blue e Jordan Ash[7]
- XCritic Award 2014 – Female Performer of the Year
- XRCO Award 2014 – Superslut[8]
- AVN Award 2015 – Kinkiest Performer (Fan Award)[9]

## Filmografia
- Tight Sweet Teen Pussy 2 (2012)
- Anal Acrobats 9 (2015)

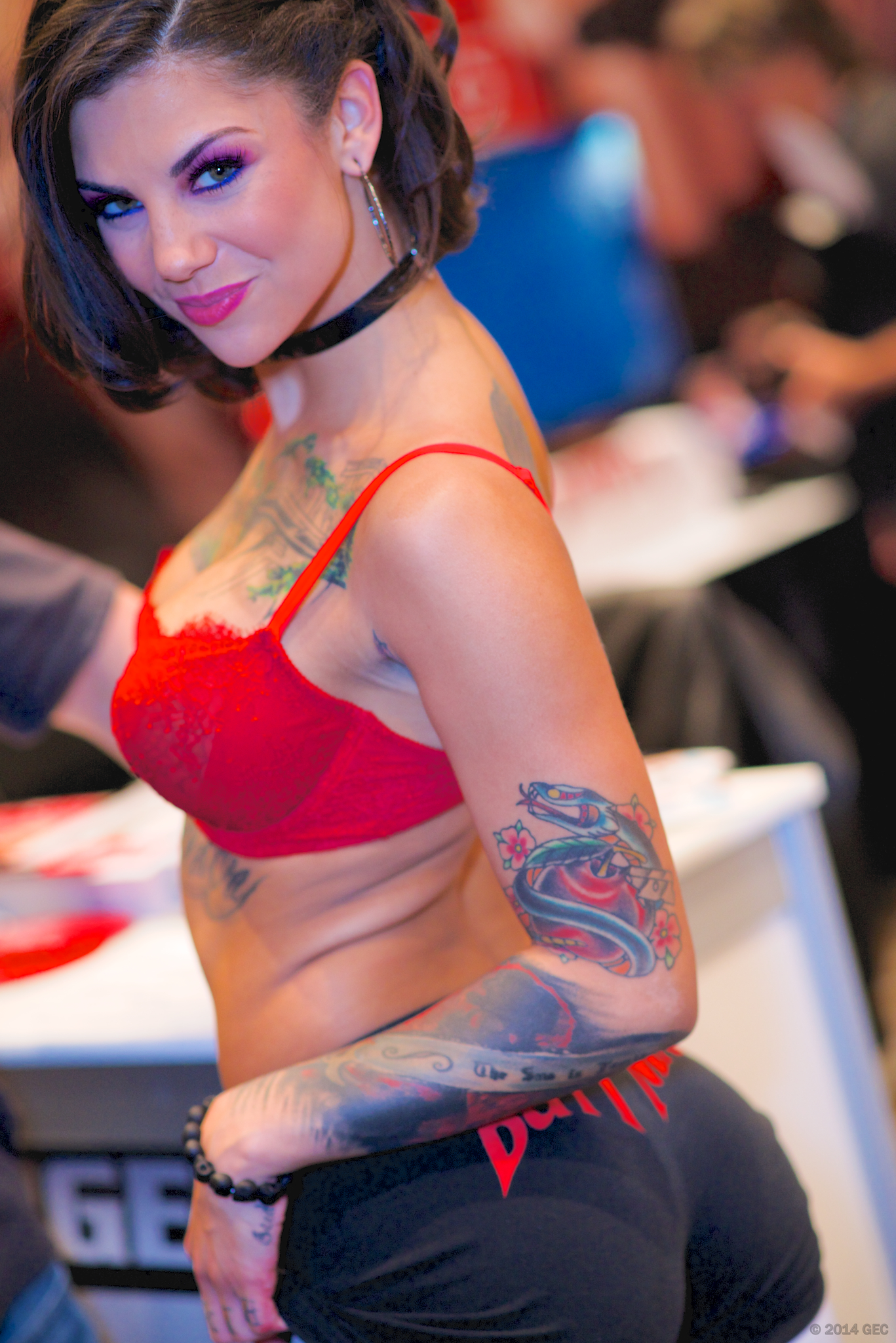
Bonnie Rotten all'AVN Expo 2014

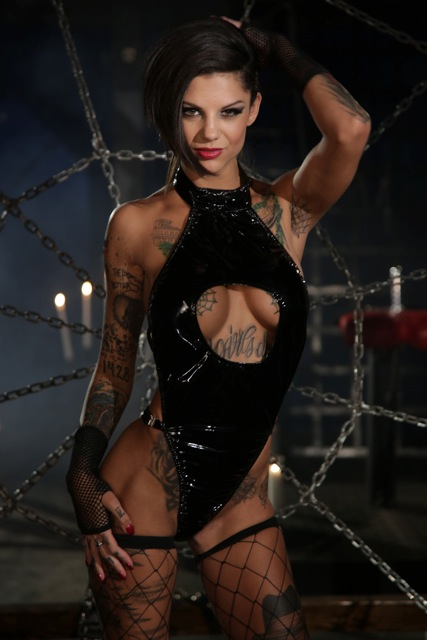
Foto di Bonnie Rotten dove sono visibili i suoi numerosi tatuaggi

- Bonnie Rotten - Tamed Whore by JP (2012)
- Tattooed Anal Sluts (2012)
- Meet Bonnie (2012)
- Friends with Benefits (2012)
- Ink Stains (2012)
- Mothers Teaching Daughters How to Suck Cock 12 (2012)
- Getting Fucked in the Ass (2013)
- Buttfucking the Bully (2013)
- Bonnie's Got the Baddest Ass in School (2013)
- Double Dildo Dommes (2013)
- That Slut Does Porn! (2013)
- Wonderland Part 1 (2013)
- Orlando vs Bonnie Rotten - Squirt-fest!!!!! (2013)
- Sexually Explicit (2013)
- Tattooed Goddesses (2013)
- Women Seeking Women 100 (2013)
- Performers of the Year 2014 (2013)
- Studio A (2013)
- The Candy Striper (2013)
- Erotico (2013)
- Babysit My Ass 3 (2013)
- Down the Throat 2 (2013)
- Hot Chicks Big Fangs (2013)
- Rambone XXX: A DreamZone Parody (2013)
- Sloppy Head 5 (2013)
- Hotel No Tell (2013)
- Facial Overload 3 (2013)
- The Parodies Volume 3 (2013)
- Sexpionage: The Drake Chronicles (2013)
- Anal Required (2013)
- Evil Anal 19 (2013)
- Facesitting Tales 2 (2013)
- Panty Pops 8 (2013)
- The Shortcut (2013)
- Gia Dimarco & Bonnie Rotten Use Their Feet to Make Each Other Squirt!! (2013)
- Inked Angels (2013)
- Squirt Gasms! (2013)
- Beyond Fucked: A Zombie Odyssey (2013)
- Whore's Ink (2013)
- Anal Fanatic 5 (2013)
- Tattooed Anal Sluts 2 (2013)
- Lesbian Anal P.O.V. 2 (2013)
- Hot Body Ink (2013)
- Raw 14 (2013)
- Measure X (2013)
- Massive Facials 6 (2013)
- Tight Sweet Teen Pussy 5 (2013)
- Obedience School (2013)
- The Gang Bang of Bonnie Rotten (2013)
- The Secret Soiree: Six-Man Gangbang (2013)
- Anal Sex Makes the Pussy Squirt! (2014)
- CFNM 2: Clothed Female Nude Male (2014)
- After School Special (2014)
- A Wild Bang with Bonnie Rotten (2014)
- Bonnie Rotten Squirts in Public! (2014)
- Rocco's Intimate Initiations (2014)
- Rotten in Palma De Mallorca Spain (2014)
- A Mother Daughter Thing 2 (2014)
- 2 Chicks Same Time 18 (2014)
- Female Seduction (2014)
- Cape Fear XXX (2014)
- Sisters of Anarchy (2014)
- Perfect Slaves 5 (2014)
- Climax (2014)
- Squirt in My Face (2014)
- BonnieLand: A Gangbang Fantasy (2014)
- Aftermath (2014)
- The Real Thing (2014)
- Alien Ass Party 2 (2014)
- B for Bonnie (2014)
- Orgasmic Squirting and Cream Pie Anal Sluts: Veronica Avluv and Bonnie Rotten (2014)
- Anal Babes in the Desert: Bonnie Rotten and Krissy Lynn (2014)
- Anal Candy Disco Chicks (2014)
- 4Ever (2014)
- Meet Carter (2014)
- Super Soakers (2014)
- Anal Inferno 3 (2014)
- 2 Chicks Same Time 17 (2014)
- Take Three for the Team (2014)
- The Cum Exchange (2014)
- Rotten Lesbian Squirters (2014)
- Caught at the Peephole (2014)
- The Destruction of Bonnie Rotten (2014)
- My Friend's Hot Girl 11 (2014)
- Rump Raiders 5 (2014)
- Real Wife Stories 18 (2014)
- Battle of the Bitches (2014)
- Maneaters (2014)
- The Good, the Bad and the Rotten: A Feature Presentation with Bonnie Rotten and James Deen (2014)
- Bonnie Rotten Is Squirtwoman (2014)
- To the Core (2014)
- Squirt Gasms! 2 (2014)
- Evil Anal 21: Raw Edition (2014)
- She Swallows Sperm (2014)
- Sexually Explicit 2 (2014)
- The Bombshells 5 (2014)
- Dirty Girls Do It Better (2014)
- Hot and Mean 10 (2014)
- The LeWood Anal Hazing Crew 5 (2014)
- My First Job (2014)
- All About Ass (2014)
- White House Orgy (2014)
- American POV: Tattoo Edition (2014)
- Hot and Mean 12 (2014)
- All-Star Super Sluts (2015)
- Anal Avenue Sluts (2015)
- ButtSlammers (2015)
- Inkd Sluts 5 (2015)
- Bonnie vs. Rocco (2015)
- Anal Boot Camp 3 (2015)
- She's in Charge (2015)
- Appetites (2015)
- Sex Symbols 2 (2015)
- Busty Pin-Ups! (2015)
- Angela Loves Threesomes (2015)
- Performers of the Year 2015 (2015)
- Lock & Load (2015)
- All Stuffed Up (2015)
- Liquid Lesbians (2015)
- Bonnie Rotten Gets Her Asshole Blown Out (2015)
- Bonnie Rotten Squirts Everywhere (2015)
- Forbidden Fruit (2015)
- Big Tits in Sports Volume 15 (2015)
- Slutty Wife Happy Life (2015)
- Ink'd Squirt (2015)
- My Ass (2015)
- Hollywood Xposed (2015)
- Hotel No Tell 2 (2015)
- Squirt for Me (2015)
- PornstarFantasy (2015)
- Anal Buffet 10 (2015)
- Perfect Slaves 6 (2015)
- Rollergirl 2 (2015)
- Bonnie Rotten's Solo Showdown (2016)
- Squirt for Me (2017)